# Dugopolje (żupania splicko-dalmatyńska)
Dugopolje – wieś w Chorwacji, w żupanii splicko-dalmatyńskiej, siedziba gminy Dugopolje. W 2011 roku liczyła 2993 mieszkańców.

## Opis
Jest położona na wysokości 320 m n.p.m., na obszarze polja, 3 km na północny wschód od Klisu. Przebiega przez nią droga Split – Sinj.
Miejscowa gospodarka oparta jest na rolnictwie. Funkcjonuje tam także kamieniołom.